# Joseph Henry Gilbert

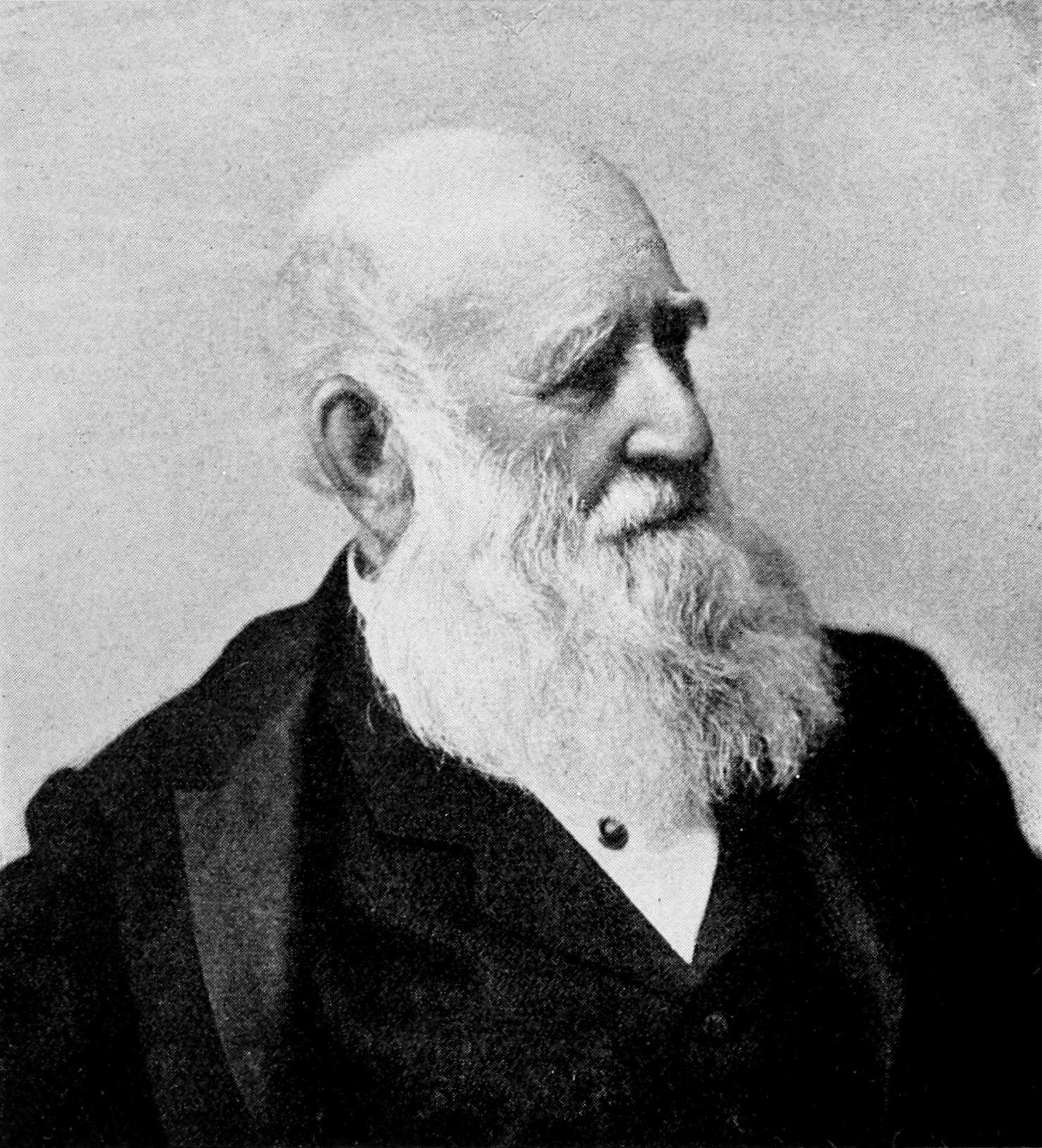
Joseph Henry Gilbert

Sir Joseph Henry Gilbert (* 1. August 1817 in Hull, Yorkshire, England; † 23. Dezember 1901 in Harpenden, Hertfordshire, England) war ein britischer Agrikulturchemiker.
Er studierte Chemie in Glasgow und London, arbeitete 1840 mehrere Monate im chemischen Laboratorium Justus von Liebigs in Gießen und promovierte im gleichen Jahr an der Universität Gießen. Von 1843 bis kurz vor seinem Tode war er Leiter des chemischen Laboratoriums der Rothamsted Experimental Station. Gemeinsam mit John Bennet Lawes, dem Direktor dieser Versuchsstation, publizierte er zahlreiche Beiträge über die Ergebnisse von Dauerversuchen mit mineralischen Düngemitteln.
Im Juni 1860 wurde er als Mitglied („Fellow“) in die Royal Society aufgenommen, die ihn 1867 – zusammen mit John Bennet Lawes – mit der Royal Medal auszeichnete. 1893 wurde er zum Knight Bachelor geschlagen. Er war Mitglied der Chemical Society.
Gilbert verstarb am 23. Dezember 1901 in Harpenden; er wurde im Harpenden Churchyard bestattet. 